# Sinologi
Sinologi er det videnskabelige studie af kinesisk sprog og kultur. Faget kan dateres tilbage til 1814, da der blev oprettet en lærestol for sinologi i Frankrig, men i mange århundreder tidligere fandtes personer, der havde en faglig kinaekspertise i Europa. Man skelner mellem protosinologer (kinaeksperter før 1814) og sinologer for at afgrænse i forhold til det moderne universitetsfag. 
| Humaniora | Spire Denne artikel om humaniora er en spire som bør udbygges. Du er velkommen til at hjælpe Wikipedia ved at udvide den. |